# 김지우 (바둑 기사)
김지우(金志宇, 1999년 3월 26일 ~ )는 대한민국의 바둑 기사이다.

## 약력
울산에서 태어나 7세 경에 바둑학원을 다니는 누나를 따라 바둑에 입문했다. 서울 충암바둑도장과 전주 강종화바둑도장에서 본격적으로 바둑을 공부했고, 2016년 순천의 한국바둑고등학교에 입학하여 바둑과 바둑을 함께 공부하며 입단 준비를 했다. 2017년 제8회 지역입단대회에서 전남지역 연구생 1위로 본선에 출전하여 6전 전승으로 입단에 성공했다.